# Вотивкирхе
Вотивкирхе (нем. Votivkirche — «вотивная церковь»; также Обетная церковь) — храм Римско-католической церкви в Вене. Церковь расположена в районе Альзергрунд рядом с Венским университетом.
Вотивкирхе возведена в неоготическом стиле в благодарность за спасение молодого императора Франца Иосифа при покушении на него 18 февраля 1853 года. Высота церкви составляет 99 метров, и тем самым она занимает среди венских церквей второе место по высоте.
На призыв к сбору средств на строительство церкви, объявленный братом императора Фердинандом Максимилианом, откликнулось 300 тыс. граждан империи. В конкурсе из 75 проектов победил проект 26-летнего архитектора Генриха фон Ферстеля. Строительство храма продолжалось 23 года. Церковь была освящена 24 апреля 1879 года в день серебряной свадьбы императора.